# Quepos
Quepos är en ort i Costa Rica.   Den ligger i provinsen Puntarenas, i den centrala delen av landet, 60 km söder om huvudstaden San José. Quepos ligger 56 meter över havet och antalet invånare är 7 810.
Terrängen runt Quepos är platt. Havet är nära Quepos åt sydväst.  Det finns inga andra samhällen i närheten.